# Geschützter Landschaftsbestandteil Stollenmundloch Hildfeld
Der Geschützte Landschaftsbestandteil Stollenmundloch Hildfeld mit 0,51 ha Flächengröße liegt nordöstlich von Hildfeld im Stadtgebiet von Winterberg. Das Gebiet wurde 2008 bei der Aufstellung vom Landschaftsplan Winterberg durch den Kreistag des Hochsauerlandkreises als Geschützter Landschaftsbestandteil (LB) ausgewiesen. Der LB grenzt im Westen und Süden an das Landschaftsschutzgebiet Kulturlandschaftskomplex Grönebach / Hildfeld und im Osten an das Landschaftsschutzgebiet Winterberg.

## Gebietsbeschreibung
Am Westrand eines namenlosen Nebentälchens der Schweimecke liegt ein schmaler Buchenbestand. Im Zentrum der Buchen liegt ein Stollenmundloch eines alten Erzbergwerksstollens. Der Stollenbereich ist ein gesetzlich geschütztes Biotop nach § 30 BNatSchG, da der Stollen eine potenzielle Bedeutung als Winterquartier für verschiedene Tierartengruppen insbesondere Fledermäuse hat. Laut Landschaftsplan stellt der LB ein belebendes Landschaftselement dar.